# Tunnelmensch
Der Begriff Tunnelmenschen (engl. mole people, wörtlich übersetzt „Maulwurfmenschen“) bezeichnet eine unbekannte Anzahl von Obdachlosen, die in den USA in großen Städten wie New York City oder Las Vegas in verlassenen U-Bahn-, Eisenbahn-, Flut-, Abwassertunneln und Heizungsschächten leben. 1989 wurde die Zahl dieser Menschen in New York City auf etwa 5.000 geschätzt. Es ist schwer festzustellen, wie viele Menschen dort heute leben.
Während bekannt ist, dass einige obdachlose Menschen zugängliche, verlassene, unterirdische Strukturen nutzen, gibt es auch moderne Mythen mit weitergehenden Behauptungen. Diese beinhalten, Tunnelmenschen hätten sich zu kleinen Stämmen von mehreren hundert Menschen zusammengeschlossen und ihre eigene Kultur entwickelt. Die Fernsehserie Die Schöne und das Biest (Beauty and the Beast, 1987–1990) hatte diese Großstadtlegende zum Thema.
Eine Sendung von Jerry Springer stellte die Gruppe der Tunnelmenschen vor.

## Sonstiges
In der Fernsehserie Extreme Ghostbusters tauchen Tunnelmenschen in der Folge 33 „Spuk bei den Tunnelmenschen“ (The Mole People) auf. Der Film Subway von Luc Besson spielt zum Großteil in der Pariser Metro und zeigt eine dort lebende Parallelgesellschaft.
Im Marvel Comic Die Fantastischen Vier gibt es einen Bösewicht mit dem Namen „The Mole Man“, der über eine ganze Rasse von Tunnelmenschen herrscht, die in der Tiefe unter New York leben. Der Mole Man und sein Volk wurden zum ersten Mal eingeführt in Die Fantastischen Vier #1.
Das Computerspiel Deus Ex hat ein Level, in dem der Charakter ein Tunnelmenschendorf betreten muss, während er Terroristen jagt. Im Spiel werden die Menschen als freundlich, dem Oberflächenbewohner gegenüber ängstlich dargestellt.
In der Fernsehserie White Collar wird Mozzie in der letzten Folge der letzten Staffel beim Einstieg in die New Yorker Kanalisation gefragt, ob er ein Maulwurfsmensch sei. Er bejaht dies. Während er dort sein Vorhaben erledigt, zitiert er aus dem Film von 1956.

## Filme
- Dokumentation des Senders Discovery Channel: Mole People: Life in the World Below imdb.com (englisch)